# Clubiona scatula
Clubiona scatula là một loài nhện trong họ Clubionidae.
Loài này thuộc chi Clubiona. Clubiona scatula được Raymond Robert Forster miêu tả năm 1979.